# Erichsonella isabelensis
Erichsonella isabelensis là một loài chân đều trong họ Idoteidae. Loài này được Menzies miêu tả khoa học năm 1951.